# داناي (لوحة)
داناي هي لوحة زيتية رسمها رامبرانت في عام 1636 وقام العمل عليها مرة أخرى في عقد 1640، اللوحة حالياً ضمن مقتنيات متحف هيرميتاج في سانت بطرسبرغ.